# Вонга (Архангельська область)
Вонга (рос. Вонга) — присілок в Пінезькому районі Архангельської області Російської Федерації.
Населення становить 86 осіб. Входить до складу муніципального утворення Пинежське муніципальне утворення.

## Історія
Від 1937 року належить до Архангельської області.
Орган місцевого самоврядування від 2004 року — Пинежське муніципальне утворення.

## Населення
| 2002 | 2010 | 2012 |
| ---- | ---- | ---- |
| 77   | ↘46  | ↗86  |